# River Falls, Alabama
River Falls là một thị trấn thuộc quận Covington, tiểu bang Alabama, Hoa Kỳ. Dân số năm 2009 là 606 người, mật độ đạt 34 người/km².